# Septembre 1809

## Événements

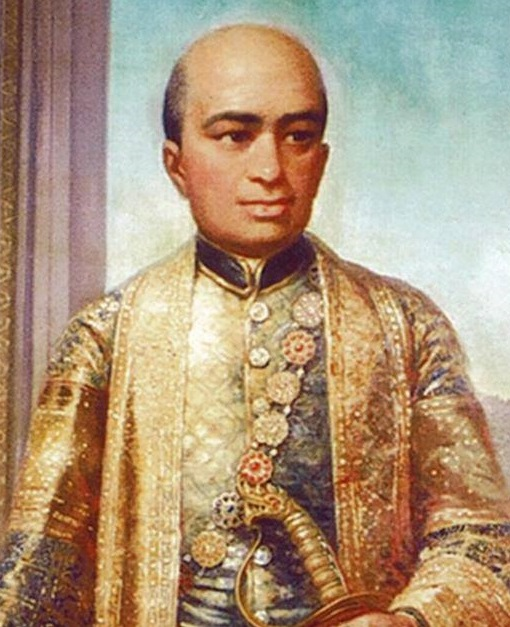
7 septembre : Rama II, roi du Siam.

- 7 septembre : début du règne de Rama II (Phra Buddha Loetla Nabhalaï), roi du Siam[1]. Il poursuit la politique expansionniste de son père, fondateur de la dynastie Chakri, pour progressivement dominer une partie du Cambodge, le Laos et la Malaisie. Fin de la politique d'isolement (fin le 21 juillet 1824).

- 14 septembre : une expédition envoyée par le gouverneur des Indes contre les pirates qawasim, alliés aux Wahhabites, quitte Bombay pour le golfe Persique ; elle attaque Ras el Khaïmah (11-13 novembre), Lingah (16 novembre), Luft sur l'île de Qeshm (26-27 novembre) et Shinas, au sud de Khor Fakkan le 2 janvier 1810, sans prendre ce fort car aucun navire qawasim ni mouillait et que le sultan Saïd ben Sultan al-Busaïd ne tenait pas à l'annexer. En 1819, après l'échec de négociations, une autre expédition britannique détruit Ras el Khaïmah[2].

- 16 septembre, guerre russo-turque : victoire de Bagration devant Rassevat. Le 22, il assiège Silistra. Le Grand vizir Yussuf doit abandonner son invasion de la Serbie et de la Valachie[3].

- 17 septembre : paix de Fredrikshamn ; la Suède reconnaît l’annexion de la Finlande et des îles Åland par la Russie. Elle adhère au Blocus continental[4].

- 26 septembre : victoire anglo-portugaise à la bataille de Buçaco[5].

- 30 septembre, États-Unis :
  - Second traité de Fort Wayne : le deuxième Traité de Fort Wayne, (après celui du 7 juin 1803, Traité de Fort Wayne (1803)), permet aux États-Unis d'obtenir 11 600 km2 de la vallée de la Wabash, cédés par les Amérindiens Delawares, Shawnees, Putawatimis, Miamis, Eel River (en), Weeas, Kickapoos, Piankashaws, et Kaskas.
  - Dans les territoires de l’Ouest des États-Unis, les Shawnees, menés par leur chef Tecumseh, tentent de former une confédération des tribus indiennes pour lutter contre l’expansion des colons blancs. Ils estiment à quinze millions d’hectares l’étendue des terres appropriées. Les Américains doivent faire face aux revendications de plus en plus organisées des peuples indigènes.

## Naissances
- 4 septembre :
  - Ludwig Lindenschmit père (mort en 1893), préhistorien, peintre et dessinateur allemand.
  - Luigi Federico Menabrea (mort en 1896), mathématicien, ingénieur militaire et homme politique piémontais.
  - Juliusz Słowacki, poète polonais († 3 avril 1849).
- 8 septembre : Armand Husson (mort en 1874), économiste et administrateur français.
- 16 septembre : Jacques Dehaene, homme d'église et politicien français († 15 juillet 1882).
- 24 septembre : Robert Kane (mort en 1890), chimiste irlandais.
- 27 septembre : François Jules Pictet de La Rive (mort en 1872), zoologiste et paléontologue suisse.

## Décès
- 18 septembre : Gottfried Christoph Beireis (né en 1730), chimiste et médecin allemand.
- 29 septembre : Charles-François Dupuis (né en 1742), érudit, scientifique et homme politique français.